# Valentin Zietara
Valentin (Valenty, Walenty) Zietara (Friedrichsau presso Strzelno, 31 gennaio 1883 – Monaco di Baviera, 24 febbraio 1935) è stato un grafico, illustratore e pittore tedesco.
Studia a Breslavia e si trasferisce a Monaco nel 1908. Nel 1914 sarà un membro fondatore del gruppo di grafici monacensi "Die Sechs"
di cui fanno parte: Friedrich Heubner, Carl Moos, Emil Preetorius, Max Schwarzer, Franz Paul Glass. Nel 1924 il gruppo si ricompone con i seguenti grafici: Max Eschle, Franz Paul Glass, Hans Ibe (Johann Baptist Maier), Otto Ottler, Tommi Parzinger, e Zietara.
Creò manifesti pubblicitari artistici per le più grandi ditte tedesche degli anni venti. Famosi i suoi manifesti per il birrificio Pschorr.